# Рика
Рика (рум. Râca) — село у повіті Арджеш в Румунії. Адміністративний центр комуни Рика.
Село розташоване на відстані 83 км на захід від Бухареста, 49 км на південь від Пітешть, 98 км на схід від Крайови, 142 км на південь від Брашова.

## Населення
За даними перепису населення 2002 року у селі проживали 880 осіб, усі — румуни. Усі жителі села рідною мовою назвали румунську.